# Clearwater (Nebraska)
Clearwater – wieś w Stanach Zjednoczonych, w stanie Nebraska, w hrabstwie Antelope.